# آلکیل نیتریت‌ها
آلکیل نیتریت‌ها گروهی از ترکیب‌های شیمیایی با ساختار R-ONO‌اند. به صورت رسمی به آن‌ها آلکیل استر نیترو اسید‌اند. آلکیل نیتریت‌ها به روشنی با ترکیبات نیترو یا ساختار R-NO2 متفاوت‌اند.
چند عضو نخست سری آنها، مایعاتی فرارند؛ متیل نیتریت و اتیل نیتریت در دما و فشار اتاق به صورت گازند. این ترکیب‌ها بوی مشخصی شبیه بوی میوه دارند. یکی دیگر از نیتریت‌های پرکاربرد آمیل نیتریت یا ۳-متیل-بوتیل نیتریت است.
کاربرد آلکیل نیتریت‌ها بیشتر به عنوان داروی شیمیایی و واکنش‌گر ناب است. برای نمونه برای کاهش آنژین صدری یا دیگر مشکلات مربوط به قلب به صورت تنفسی از این مواد بهره برده می‌شود.

## ساخت
نیتریت‌های آلی از الکل و سدیم نیتریت در محلول سولفوریک اسید بدست می‌آیند. آن‌ها به آرامی تجزیه می‌شوند، محصولات تجزیه عبارتند از: اکسیدهای نیتروژن، آب، الکل و محصولات پلیمریزاسیون آلدئید.